# 1859 en Lorraine
Chronologie de la Lorraine
- 1855
- 1856
- 1857
- 1858
- 1859
- 1860
- 1861
- 1862
- 1863

Cette page est une liste d'événements qui se sont produits durant l'année 1859 en Lorraine.

## Événements

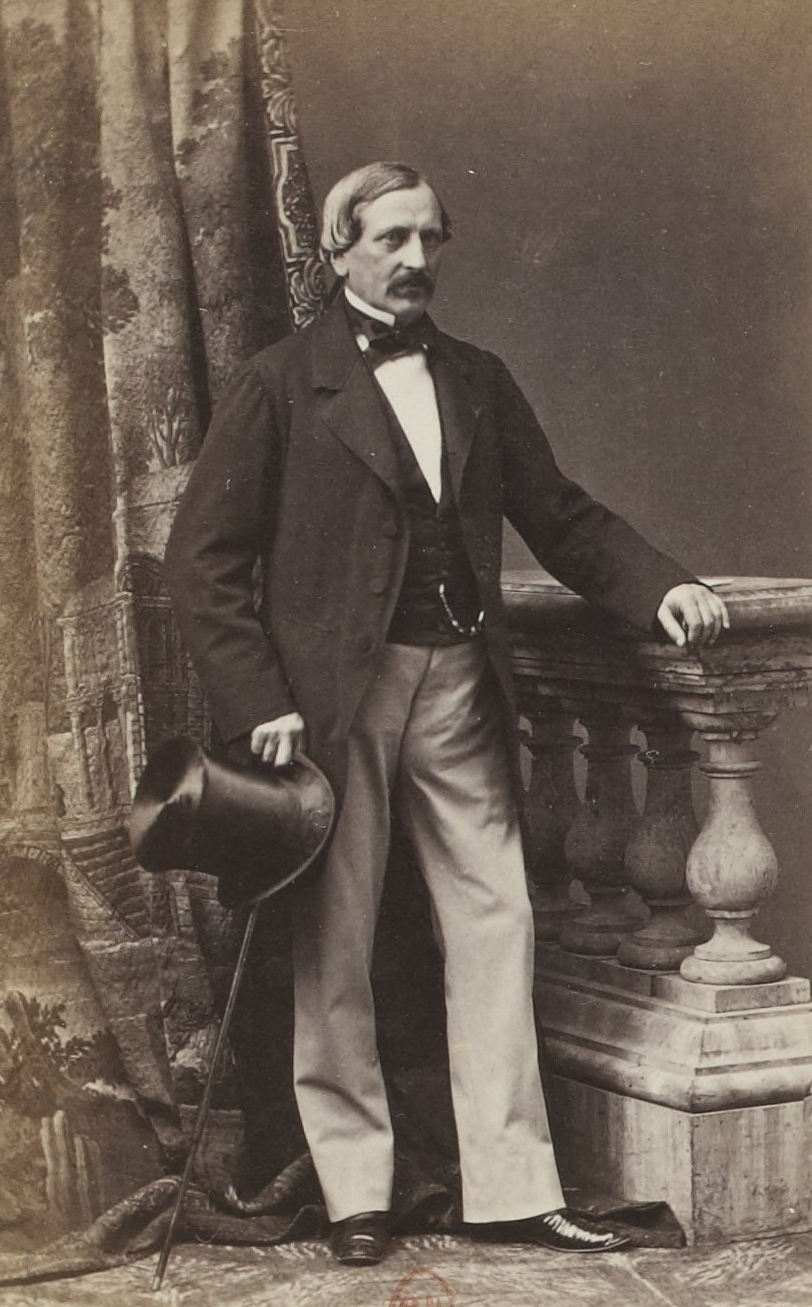
Eugène Chevandier de Valdrôme.

- La foire de mai est définitivement installée sur le cours Léopold à Nancy[1].

- 24 juillet : Eugène Chevandier de Valdrome est élu  député de la Meurthe au Corps législatif. Il le sera jusqu'en 1869 sous l'étiquette de la Majorité dynastique.

## Naissances

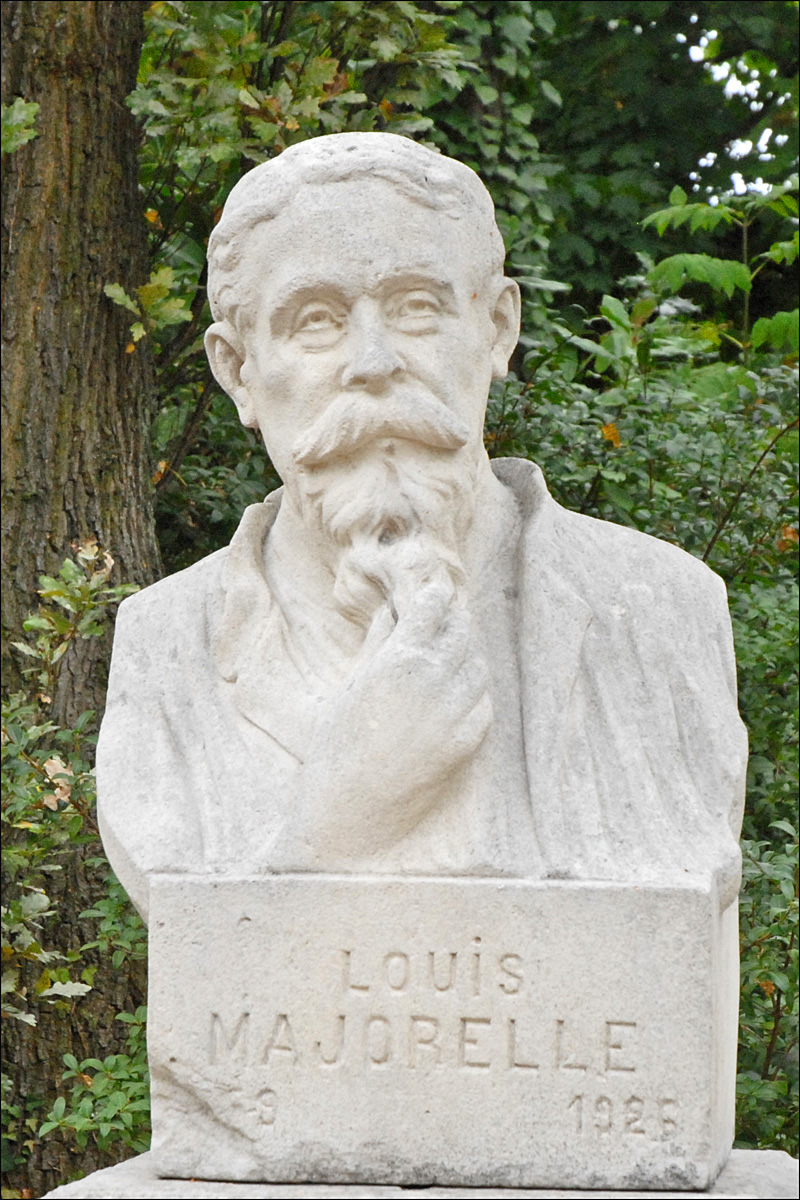
Buste de Louis Majorelle (musée de l'Ecole de Nancy)

- 22 janvier à Metz : Claude Léon Broutin (1859-1926), maître d'armes français, émigré en Espagne, auteur d’un traité d’escrime qui fait encore référence au XXIe siècle.
- 26 janvier à Metz : Gabriel Putz, (1859-1925), général français, actif durant la Première Guerre mondiale. Il fut élevé à la dignité de Grand officier de la Légion d'honneur, en 1920.
- 2 mars à Nancy : Jules Beaupré,  mort le 23 juillet 1921 à Nancy (Meurthe-et-Moselle), archéologue, préhistorien et spéléologue français.
- 29 mars à Nancy : Ambroise Gardeil (ou Père Gardeil), mort le 2 octobre 1931,  prêtre dominicain français, théologien catholique et professeur de théologie, spécialiste de la mystique.
- 31 mars à Saint-Rémy-aux-Bois : Charles Émile Maudru[2], mort le 17 février 1935 en son domicile dans le 10e arrondissement de Paris[3], réalisateur français.
- 17 avril à Sarrebourg : Emile Haumant, mort le 11 décembre 1942 à Lyon, linguiste, spécialiste en slavistique, historien et professeur honoraire de langue et littérature russe à l'université de Paris.
- 11 mai à Remiremont : Léonce Lex, mort le 11 juin 1926 à Mâcon, archiviste français.
- 23 mai à Nancy : René Toussaint Joseph Nicklès (décédé à Dommartemont en 1917), géologue français. Il est à l'origine, en 1902, de sondages qui ont permis de découvrir de nouveaux gisements de Houille en Lorraine. Il fonde en 1908 l’Institut de géologie appliquée de Nancy, devenu aujourd'hui l'École nationale supérieure de géologie (ENSG).
- 25 mai à Metz : Alphonse Birck, mort le 14 février 1944 à Fontainebleau,  peintre orientaliste français.
- 5 juin à Burey-en-Vaux : Charles-Adzir Trouillot , mort le 21 novembre 1933 à Montmorency, sculpteur, modeleur et faïencier français.
- 5 juillet à Mangiennes : Alfred Jeanroy, mort le 4 mars 1953 à Saint-Jean (Haute-Garonne), professeur d'université, linguiste, philologue, romaniste français[4].
- 23 juillet à Nancy : Georges Lemoine dit G. Lemoine, mort à Paris 5e le 30 avril 1922, graveur sur bois, dessinateur et illustrateur français.
- 28 août à Nancy : Roger Marx, homme de lettres et critique d'art français, mort le 13 décembre 1913 à Paris[5].
- 29 août à Metz : Louis Adrian, décédé le 8 août 1933 à Paris, fut un ingénieur polytechnicien et un intendant militaire français connu pour avoir fait produire[6] le casque Adrian qui équipera les armées françaises dans le courant de la Première Guerre mondiale et au début de la Seconde. On lui doit aussi le « baraquement Adrian », un baraquement militaire démontable.
- 19 septembre à Kappelkinger : Victor Michel Heymès (décédé en 1932) est un homme politique lorrain. Prêtre, il fut député allemand au Landtag d'Alsace-Lorraine de 1911 à 1918.
- 26 septembre à Toul : Louis-Jean-Sylvestre Majorelle,  (décédé à Nancy le 15 janvier 1926), ébéniste et décorateur français du mouvement Art nouveau de l'École de Nancy, dont il fut également vice-président.
- 10 octobre :
  - à Lunéville : Marie Joseph Just Cherrier, mort le 11 novembre 1945, général de division français dont le nom est associé à la Première Guerre mondiale.
  - à Sierck-les-Bains : Nicolas Charton (1859 - 1923), député mosellan. Il siégea au Reichstag allemand de 1896 à 1898[7].
- 9 novembre à Toul : Félix Liouville (décédé le 14 août 1947), homme politique français.
- 21 décembre à Metz : Gustave Kahn, mort le 4 septembre 1936 à Paris,  poète symboliste et critique d'art français. Il est connu sous les pseudonymes : Cabrun, M. H., Walter Linden, Pip et Hixe. Il est pendant un temps le directeur de la revue La Vogue et participe à d'autres revues littéraires de premier plan. On lui doit de nombreux recueils de poèmes, notamment Les Palais nomades, composé en vers libres, ainsi que des biographies d'artistes.

## Décès
- 20 août à Conflans-en-Jarnisy : Lucien Salmon (né le 30 mai 1802 à Conflans-en-Jarnisy), est un homme politique français.

- 10 décembre : Alphonse Abraham Théodore Cerfbeer (né à Nancy, 1er juin 1791), officier et auteur dramatique français.